# Armas Taipale
Armas Rudolf Taipale (ur. 27 lipca 1890 w Helsinkach, zm. 8 listopada 1976 w Turku) – fiński lekkoatleta, specjalista rzutu dyskiem, trzykrotny medalista olimpijski.

## Kariera
Na igrzyskach olimpijskich w 1912 w Sztokholmie zwyciężył zarówno w „normalnym” rzucie dyskiem (ustanowił w nim rekord olimpijski wynikiem 45,21 m), jak i w rzucie dyskiem oburącz (sumowano wyniki rzutów prawą i lewą ręką). Tę ostatnią konkurencję rozgrywano na igrzyskach olimpijskich tylko raz, właśnie w Sztokholmie. 20 lipca 1913 w Magdeburgu Taipale poprawił ówczesny rekord świata w rzucie dyskiem wynikiem 47,85 m.
Po I wojnie światowej Taipale kontynuował karierę sportową. Na igrzyskach olimpijskich w 1920 w Antwerpii nie obronił tytułu mistrzowskiego w rzucie dyskiem, ale zdobył srebrny medal, przegrywając ze swym kolegą z reprezentacji Elmerem Niklanderem, którego pokonał na igrzyskach w 1912. W Antwerpii Taipale startował również w pchnięciu kulą, ale nie dostał się do finału. Na swych trzecich igrzyskach olimpijskich w 1924 w Paryżu zajął 12. miejsce w rzucie dyskiem.

## Rekordy życiowe
źródło:
- pchnięcie kulą – 13,855 m (1919)
- rzut dyskiem – 48,90 m (1914)